# 弗洛林·波佩斯库
弗洛林·波佩斯库（羅馬尼亞語：Florin Popescu，1974年8月30日—），罗马尼亚男子皮划艇运动员。他曾代表罗马尼亚参加2000年和2004年夏季奥林匹克运动会皮划艇比赛，获得一枚金牌和一枚铜牌。